# 모가미 요시토시
모가미 요시토시(일본어: 最上 義俊 もがみ よしとし[*], 게이초 10년(1605년) ~ 간에이 8년 음력 11월 22일(1632년 1월 13일))는 일본 에도 시대의 다이묘로, 야마가타번의 3대 번주이며, 나중에 오모리 번주가 되었다. 통칭은 겐고로(源五郎)이며, 초명은 이에노부(家信)이다.

## 생애
게이초 10년(1605년) 야마가타번의 2대 번주 모가미 이에치카의 적자로 태어났다. 겐나 3년(1617년), 아버지 이에치카가 병으로 급사했기 때문에, 요시토시가 3대 번주로 취임하였다. 그러나 요시토시는 번주의 기량을 갖고 있지 못하다 하여 가신들의 반발을 샀다. 그 중 일부 가신들은 요시토시의 숙부에 해당하는 야마노베 요시타다가 번주직의 적임자라고 생각하였다. 이에 화가난 요시토시는 아버지의 갑작스런 죽음이 숙부 요시타다의 독살에 의한 것이라고 막부에 고소하였다. 하지만 막부의 조사에 의해, 요시타다 옹립계획은 조직적인 것이 아니고, 이에치카의 사망은 자연사이며, 요시토시의 통치가 엉망이라는 것이 밝혀졌다. 막부는 도쿠가와 이에야스 대부터 이어진 모가미 가문 사이의 동맹관계를 고려하여, 요시토시와 가신들 사이의 중개를 서고자 하였으나 결국 양자간의 조정은 실패했다. 결국 겐나 8년(1622년) 8월 21일, 요시토시는 영지를 몰수당하게 되었다. 야마가타 57만 석의 영지를 삭탈당한 요시토시는 오미 오모리번 1만 석으로 입봉하였으나, 간에이 8년 11월 22일에 27세로 사망했다. 장남 요시토모가 가독을 이었지만 나이가 어려 5천석을 몰수 당했고 이로서 다이묘가 아닌 하타모토로서 모가미 가의 명맥을 이어나갔다.
요시토시는 어리석은 군주로 알려져 있지만, 후쿠시마 마사노리 영지 몰수 사건 무렵에는 젊은 나이임에도 훌륭한 통솔 능력을 발휘하여, 도쿠가와 히데타다로부터 칼을 하사받기도 하였다. 하지만 요시토시의 힘으로 가신들을 통제할 수 없었던 것은 분명하였다.